# STSAT-2A
STSAT-2A et STSAT-2B (Science and Technology Satellite) sont deux petits satellites scientifiques développés par l'institut coréen de recherche aérospatiale (KARI), l'agence spatiale nationale de Corée du Sud. Ils constituent la charge utile du premier vol du lanceur sud-coréen Naro-1 développé avec l'aide de la Russie qui décolle depuis le centre spatial de Naro. Le lancement qui a lieu le 25 août 2009 est un échec. Une deuxième tentative emportant une copie du satellite STSAT-2A, le satellite STSAT-2B, a lieu le 10 juin 2010 mais est également un échec. 

## Contexte
Dans le cadre de son plan spatial national défini en 1996, la Corée du Sud prévoit de développer un lanceur spatial. Après de longues négociations, la Corée du Sud signe en 2006 un contrat avec la société russe GKNPZ Khrounitchev, constructeur du lanceur russe Angara pour la conception et le développement du lanceur sud-coréen ainsi que la construction d'une base de lancement sur le territoire de la Corée du Sud (le centre spatial de Naro). Le lanceur KSLV-1 d'une masse de 140 tonnes est haut de 33 mètres pour un diamètre de 2,9 mètres. Il comprend un premier étage directement dérivé du premier étage URM-1 du lanceur Angara de Khrunitchev long de 25,8 mètres. L'institut coréen de recherche aérospatiale (KARI) a la charge de développer le deuxième étage de très petite taille, la coiffe ainsi que l'avionique du lanceur. Cet étage utilise un moteur à propergol solide d'une poussée de 42 kN, dérivé de la fusée-sonde coréenne KSR-1, qui doit fonctionner durant 66 secondes. La coopération entre Khrounitchev et ses homologues coréens est affectée par les problèmes financiers que rencontre à cette époque la société russe. Celle-ci est suspectée par son partenaire d'utiliser l'argent versé par la Corée du Sud pour financer les développements de son lanceur Angara. 
La charge utile retenue pour ce vol inaugural est le petit satellite STSAT-2A d'environ 100 kg qui emporte un radiomètre et des équipements expérimentaux. Développé par SaTReC (Satellite Research Center) subdivision de l'Institut supérieur coréen des sciences et technologies (KAIST), ce satellite est le successeur de STSAT-1 placé en orbite par un lanceur Kosmos-3M le 27 septembre 2003.

## Objectifs
Les objectifs poursuivis par la mission STSAT-2A sont  :
- Collecter la température de brillance et la quantité de vapeur d'eau présente dans l'atmosphère terrestre en collectant le rayonnement micro-onde dans deux longueurs d'onde.
- Mettre au point la technologie de télémétrie par laser permettant de déterminer avec précision l'orbite d'un satellite.
- Utiliser les technologies avancées des satellites permettant d'obtenir un environnement stable (sur le plan technique, mécanique, électrique et résistant au rayonnement spatial), de disposer d'une plate-forme à la fois stable et agile, d'utiliser un propulseur à plasma pulsé pour modifier l'orbite et de transférer des données en bande X avec un débit important (10 mégabits/s).

## Caractéristiques techniques
STSAT-2A réutilise les technologies mises au point avec la série des satellites KITSAT-1 et STSAT-1. Comme ces derniers, il est développé par SaTReC (Satellite Research Center) subdivision de l'Institut supérieur coréen des sciences et technologies (KAIST). La plate-forme du satellite est stabilisée sur 3 axes et a la forme d'une boite carrée dont les parois sont réalisés en polymère renforcé de fibres de carbone. L'énergie est fournie par deux panneaux solaires déployés en orbite utilisant des cellules photovoltaïques triple jonction produisant 160 watts en fin de vie. L'énergie est stockée dans un accumulateur d'une capacité de 7 ampères-heures. L'orientation est déterminée à l'aide de viseurs d'étoiles, de capteurs solaires, de deux magnétomètres de 4 gyroscopes à fibre optique et d'une centrale à inertie. Les changements d'orientation sont réalisés à l'aide de roues de réaction et de magnéto-coupleurs. La précision du pointage est de 0,15°. Les données sont emmagasinées dans une mémoire de masse d'une capacité de 4 gigabits. Les échanges de données avec la Terre se font en bande S pour les télémesures et les commandes (débit de 1,2 à 9,6 kilobits par seconde sur la liaison montante et de 9,6 à 38,4 kilobits par seconde sur la liaison descendante) et bande X pour les données transmises au sol (débit de 10 mégabits par seconde. La durée de vie minimale du satellite est de 2 ans.    

### Charge utile
Le satellite emporte cinq charges utiles dont une expérience scientifiques et quatre équipements expérimentaux :
- L'instrument principal du satellite est DREAM (Dual-channel Radiometers for Earth and Atmosphere Monitoring). Ce radiomètre développé conjointement par l'Université de science et de technologie de Gwangju (GIST) et le Centre de recherche scientifique et appliquée de Pékin (Chine). L'instrument expérimental d'une masse de 15 kg mesure à l'aide de quatre antennes et de deux récepteurs micro-ondes (23,8 et 37 GHz) la température du sol et de l'atmosphère terrestre pour des superficies allant de 52,2 à 262 km selon la position du satellite sur son orbite.
- LRA (Laser Retroreflector Array), est un rétroréflecteur laser permettant de déterminer la position du satellite avec précision en utilisant la réflexion de rayonnement laser émis depuis le sol. Cet équipement est développé par SaTReC et l'observatoire astronomique de Shanghaï (Chine)[4].
- PPT (Pulsed Plasma Thruster), est un propulseur à plasma pulsé (en) expérimental développé par SaTReC fournissant une poussée de 20 micronewxtons avec une impulsion spécifique de 800 secondes.
- DHST (Dual Head Star Tracker), est un viseur d'étoiles expérimental.
- FDSS (Fine Digital Sun Sensor), est un capteur solaire fin expérimental.

## Échec des lancements
Le satellite STSAT-2A est la charge utile sélectionnée pour le vol inaugural du lanceur Naro-1. Celle-ci décolle du centre spatial de Naro, sur la côte sud de la Corée du Sud, le 25 août 2009 à 08 h 00 TU. Le lancement est un échec : une des deux moitiés de la coiffe reste fixée au deuxième étage coréen et celui-ci, alourdi, n'atteint pas une vitesse suffisante pour permettre la satellisation. Un deuxième vol est planifié 9 mois plus tard et les responsables russes s'engagent à contribuer à une troisième tentative si ce deuxième vol est un échec. L'agence spatiale coréenne (KARI) précise dans ce contexte, qu'il n'est pas prévu d'utiliser le lanceur pour des vols ultérieurs. Un nouveau lanceur KSLV-2 avec des ressources uniquement nationales. Ce nouveau lanceur a la capacité de placer 1 500 kg sur une orbite terrestre basse et doit effectuer son premier vol vers 2020. 
La deuxième tentative de lancement a lieu le 10 juin 2010. Elle embarque le satellite scientifique STSAT-2B. Mais le premier étage russe du lanceur explose après seulement 127 secondes. Après une longue enquête, les enquêteurs russes mettent en cause un composant développé par les coréens. Le troisième et dernier vol du lanceur qui a lieu le 30 janvier 2013 emporte un nouveau satellite scientifique STSAT-2C et est un succès.